# 澳門國際機場

澳門國際機場北面，圖中可見跑道和機場外的停車場，以及輕軌氹仔線的高架橋

澳門國際機場（葡萄牙語：Aeroporto Internacional de Macau），是澳門唯一的國際機場，毗鄰氹仔客運碼頭，於1995年11月9日正式投入運作。曾為中國大陸與台灣之間的空中客運交通中轉站之一，澳門國際機場飛航航線現主要以中國大陸、台灣和亞洲目的地為主。自2004年引進低成本航空公司以後，東南亞客量亦日益增長。
截至2024年10月，澳門國際機場與28家航空公司連接澳門飛往世界各地40個城市，每週約1000個定期航班，客運量與航班起降量已恢復到2019年同期近八成，據澳門機場專營公司公布2024年首10月份，客運量已回復至逾634萬人次。

## 歷史

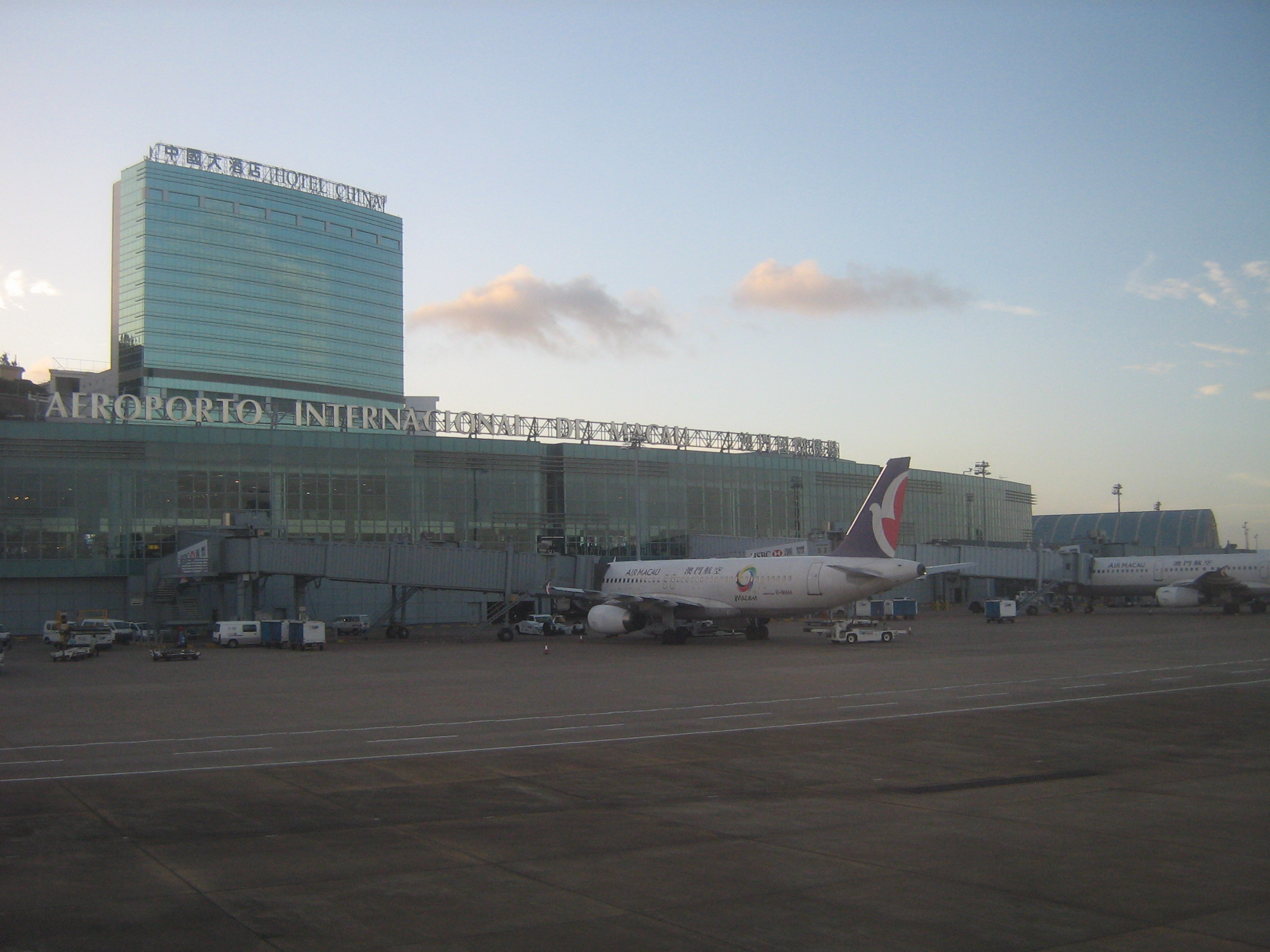
機場航站樓

### 原水上機場
在興建國際機場供固定翼飛機起降之前，在1920-1960年代，多家航空公司曾闢有直升機、水陸兩用飛機往來港澳兩地。水上機場位於新口岸，今海立方娛樂場址。

### 建造過程
1989年11月15日澳門國際機場正式動工，採用人工填海造陸方式興建，是繼日本大阪關西國際機場之後(1994年)，全球第二個、大中華地區第一個完全由填海造陸而建成的人工島機場。它由候機樓坪，人工島跑道和聯絡橋三大主體工程組成。首先開山填海建候機大樓，指揮塔，停機坪以及檢修機庫，貨運倉庫，停車場等機場輔助設施。
人工島跑道區和兩座聯絡橋是以填海和樁基結構的方式興建在海上的，由中國港灣建設總公司承建。工程從南北兩端同時進行。首先清除海底淤泥，再以大的水泥鉤連塊體或巨石在海中砌成圍基，然後堆沙填海，作好護岸，最後鋪設跑道。這里海深2到4米，挖泥最深要到32米，最淺有16米；計算工程量，不算打樁，插打水板和澆築混凝土，僅土石方量就相當於三峽工程土石方量的60%。兩座跨海聯絡橋分別長700米，1,600米，寬44米，將起降區和機場神經中樞連在了一起。
建造機場用了不到4年，而且主要工作是在1992年1月28日至1995年12月8日這段期集中完成。

### 開幕啟用
澳門國際機場於1995年11月8日舉行啟用慶典活動，翌日起啟用。
2008年8月，獲得香港國際機場邀請，澳門國際機場成為2008奧運及殘奧馬術應急後備機場。當香港機場遇特殊情況時，運載馬匹的飛機降落於澳門機場，並將馬匹通過九澳深水港經海路轉運到香港。

### 擴建
2015年11月23日。澳門國際機場客運大樓北面擴建工程正式動工。完成客運大樓北面擴建後，整個客運大樓新增樓面面積約13,500平方米，總設計接待能力由每年600萬旅客人次提升到780萬旅客人次。提供更多候機空間及商業餐飲區域，並新增1條登機橋及5個遠程登機位，北面擴建完成後共有5條登機橋投入服務。北面擴建部分與現有客運大樓無縫相接，於建築外觀及室內裝修方面均展現一致性及整體性。
2018年2月12日，澳門機場客運大樓北面擴建完成並投入服務，擴建後客運大樓樓面增加13,500平方米，共4層，並同時增加1條登機橋和5個遠程登機口，可擴容到每年客運量到780萬人次。
機場客運大樓南面擴建於2018年8月22日對外招標，新増3條登機橋（當中有一條登機橋設計是兩個入口，如遇上中小型客機如空中巴士A 320、321或波音客機737等，可以同時處理兩個航班運作，即擴建完成後新增四個登機閘口）侯機大樓完成後，面積由原本的59,500平方米增加到78,200平方米，登機橋由5座增加到8座（8+1），除增加三個登機橋外，地面層也增加了四個遠程登機閘口，再加上原有地面層的五個，澳門國際機場共有19個登機閘口，年呑吐量達1,000萬人次。
動工儀式於2020年3月11日舉行，2021年2月8日封頂，至2023年3月起逐步投入使用。

## 澳門國際機場專營股份有限公司
澳門國際機場專營股份有限公司（葡萄牙語：Sociedade do Aeroporto Internacional de Macau S.A.R.L, CAM）成立於1989年1月18日，同年3月8日獲澳門政府授予25年的專營合約，作為機場的業權人，負責興建及經營澳門國際機場，並於2001年3月獲澳門特區政府延長經營權至2039年。公司目前的註冊資本為49.6億澳門元。在普通股股權分配方面，澳門特區政府佔55.24%，澳門旅遊娛樂股份有限公司佔33.03%，此外尚有其他中資及港澳投資者。
由於受到專營合約的規範約束，澳門國際機場專營股份有限公司單方面不能私下加價，租金、機場稅、餐飲等所有價格都必須要經過政府審查及批准，方能加價。

## 機場設施

### 客運大樓
客運大樓沿偉龍馬路而建，佔地約78,200平方米，設有8+1座登機橋（另一登機橋如遇上如空中巴士A320、A321或波音737等中小型客機可以當作兩條登機橋使用），每小時最高可處理單向2,800人次流量，每年可處理1000萬人次。閣樓面向離境大廳之特色瓷磚畫由葡萄牙畫家Eduardo Nery（1938-2013）設計。機場共有25個停機位，其中8+1個附設登機橋，公務機位15個。機場能處理的最大客機是波音747-400，以此構築了澳門本地到海外市場的主要貨運航線。澳門國際機場是地區航空公司澳門航空以及直升機航空公司空中快線的總部所在地，和商務包機公司捷亞航空的主要運作基地，另外，已遭澳門民航局停牌之國際性航空公司非凡航空總部所在地亦是澳門國際機場。
隨著機場客運大樓南面擴建及北安碼頭改擴建為第二客運附助大樓，未來澳門機場每年可容1200萬名旅客吞吐量，兩座客運大樓總面積由59,500平方米大增到近10萬平方米，兩項工程項目預計分別在2021年中和年底投入服務。（直至2024年6月機場客運大樓南面擴建已投入使用，機場客運大樓總面積增加到78,200平方米，而北安客運碼頭因為疫情關係，至今還沒有動工）
根據澳門法例，客運大樓內除指定吸煙室外，均為禁煙區。澳門電訊提供免費無線上網服務（CTM Wi-Fi）覆蓋整個客運大樓，任何人皆可免費使用60分鐘。澳門機場自己也提供一次性WIFI，使用時間也是60分鐘。
| 澳門國際機場客運大樓 | 澳門國際機場客運大樓 | 澳門國際機場客運大樓 |
| 非禁區 |                      | 禁區 |
| --- | -------------------- | --- |
| 澳門航空貴賓室、航空公司辦公室 | 辦公層 3F            | 航空公司辦公室 |
| 麥當勞機場分店、濠江冰室、Starbucks、航空公司辦公室、機場專營公司辦公室                                                                                                  | 閣樓 2F              | 美食廊有三間食店分別為：胡椒廚房、十八番日本料理、百福小廚，另外還有餐廳南北小廚、Starbucks、新武二福建潮洲麵食餐室。環亞機場貴賓室。 英記餅家 |
| 旅客登記櫃位、7-11、郵電局機場郵政分局、行李寄存服務、找換店、飲品自助販賣機、斑馬線往金皇冠中國大酒店地下、輕軌機場站                                                   | 離境層 1F            | 澳門免稅商店、Sky Shilla免稅商店、免費上網設備、吸煙室、育嬰室、鉅記手信，澳門文創店（澳門好店）                                               |
| 旅遊局諮詢中心、機場詢問處、中國旅行社、跨境客運售票處、找換店、飲品及電話卡自助販賣機、公車站、跨境客運站、計程車站、停車場收費處、北停車場、南停車場、治安警察局辦事處 | 入境層GF             | 行李處理區、直通快線（往中國內地、外港客運碼頭）服務櫃檯、治安警察局辦事處、名創優品                                                           |
| 旅遊局諮詢中心、機場詢問處、中國旅行社、跨境客運售票處、找換店、飲品及電話卡自助販賣機、公車站、跨境客運站、計程車站、停車場收費處、北停車場、南停車場、治安警察局辦事處 | 離境層GF             | 10個遠程登機口、OK便利商店、葡韻手信、CFO輕食、Blooom澳門本地品牌咖啡                                                                          |
| 各層均設有洗手間 |                      | |

- 離境層(非禁區)
- 離境層(禁區)
- 離境層候機區(禁區)
- 皇权免税店(禁區)
- Sky Shilla免税店(禁區)

### 貨運設施

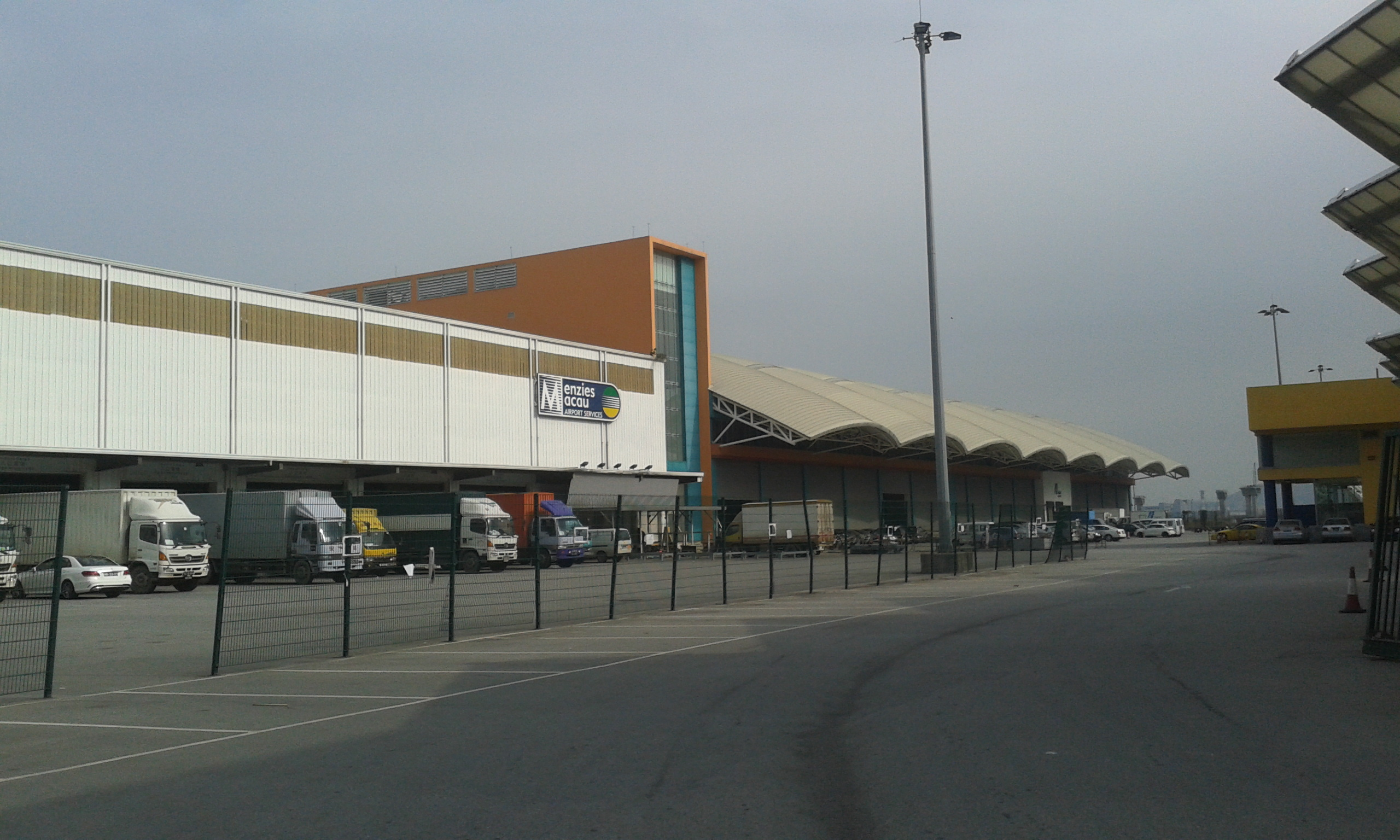
澳門國際機場貨運中心

澳門國際機場貨運倉庫位於客運大樓以南，緊靠機場大馬路。一般設施佔地18,500平方米，澳門國際機場物流商務中心座落於澳門國際機場，樓高兩層，面積為102,000平方呎。

### 航空管制

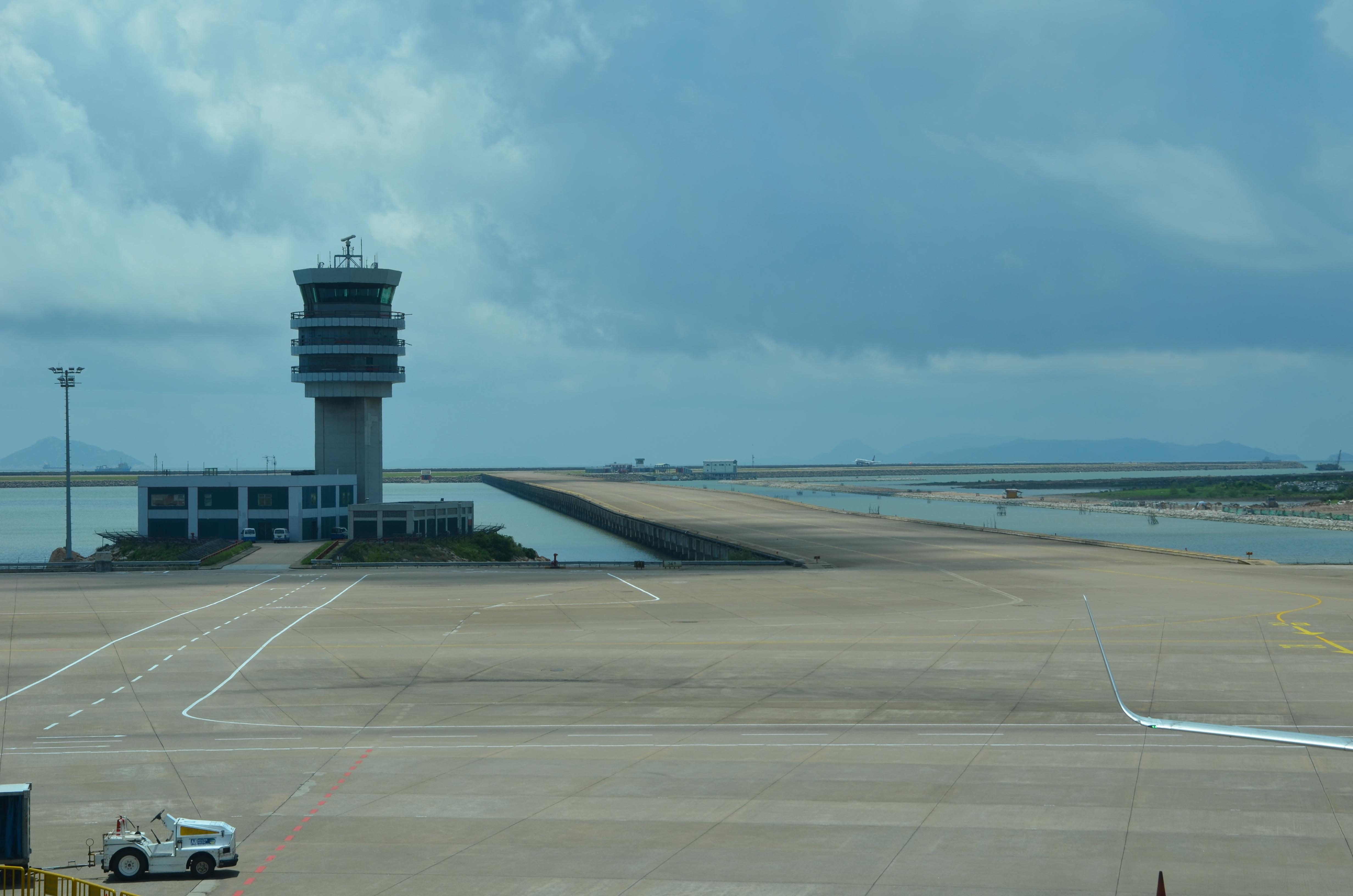
一粒米

一粒米（葡萄牙語：Ilha Kai Kiong），原位於氹仔島東端離岸不遠一個极小的澳門島嶼。1995年因填海修建澳門國際機場而與氹仔連成一體，成為一個半島，現時為機場塔台的基座。
澳门国际机场座落在廣州飛行情報區和香港飛行情報區交界处。其南向標準離場（SID）和北向進場程序（STAR）由香港終端管制澳門席（MCU）管轄，反向则由珠海终端管制中心管辖。
| 名稱            | 呼號            | 主頻率 （MHz） | 次頻率 （MHz） | 運作時間 （UTC+8） |
| --------------- | --------------- | -------------- | -------------- | ------------------ |
| 香港雷達（MCU） | Hong Kong Radar | 123.95         | 132.225        | 24小時             |
| 澳門塔台        | Macau Tower     | 118.00         |                | 24小時             |
| 澳門地面管制    | Macau Ground    | 121.725        | 121.975        | 24小時             |

## 配套設施

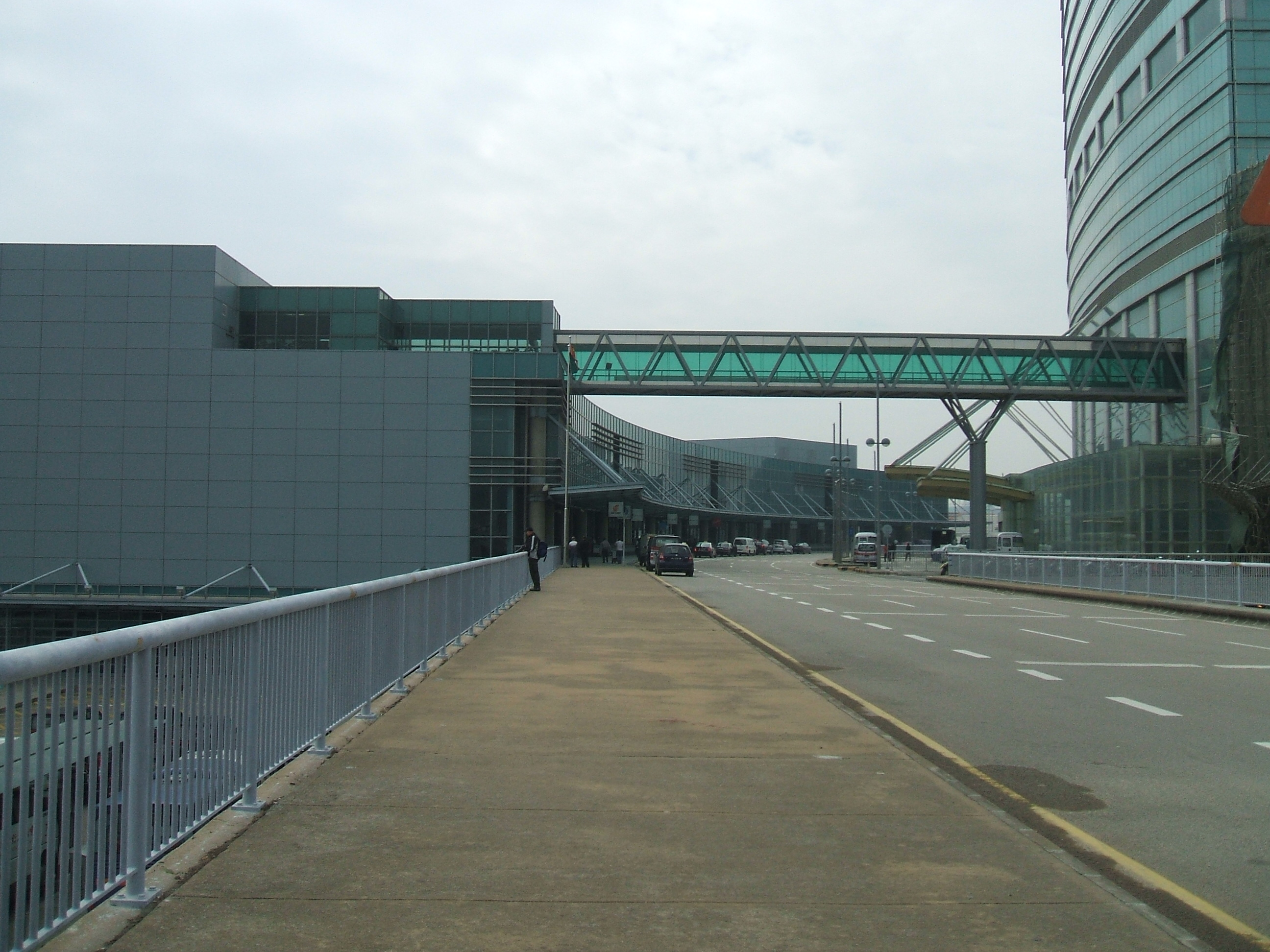
左方為機場客運大樓，右方為金皇冠中國大酒店(為配合澳門輕軌工程，行人天橋已經拆卸)

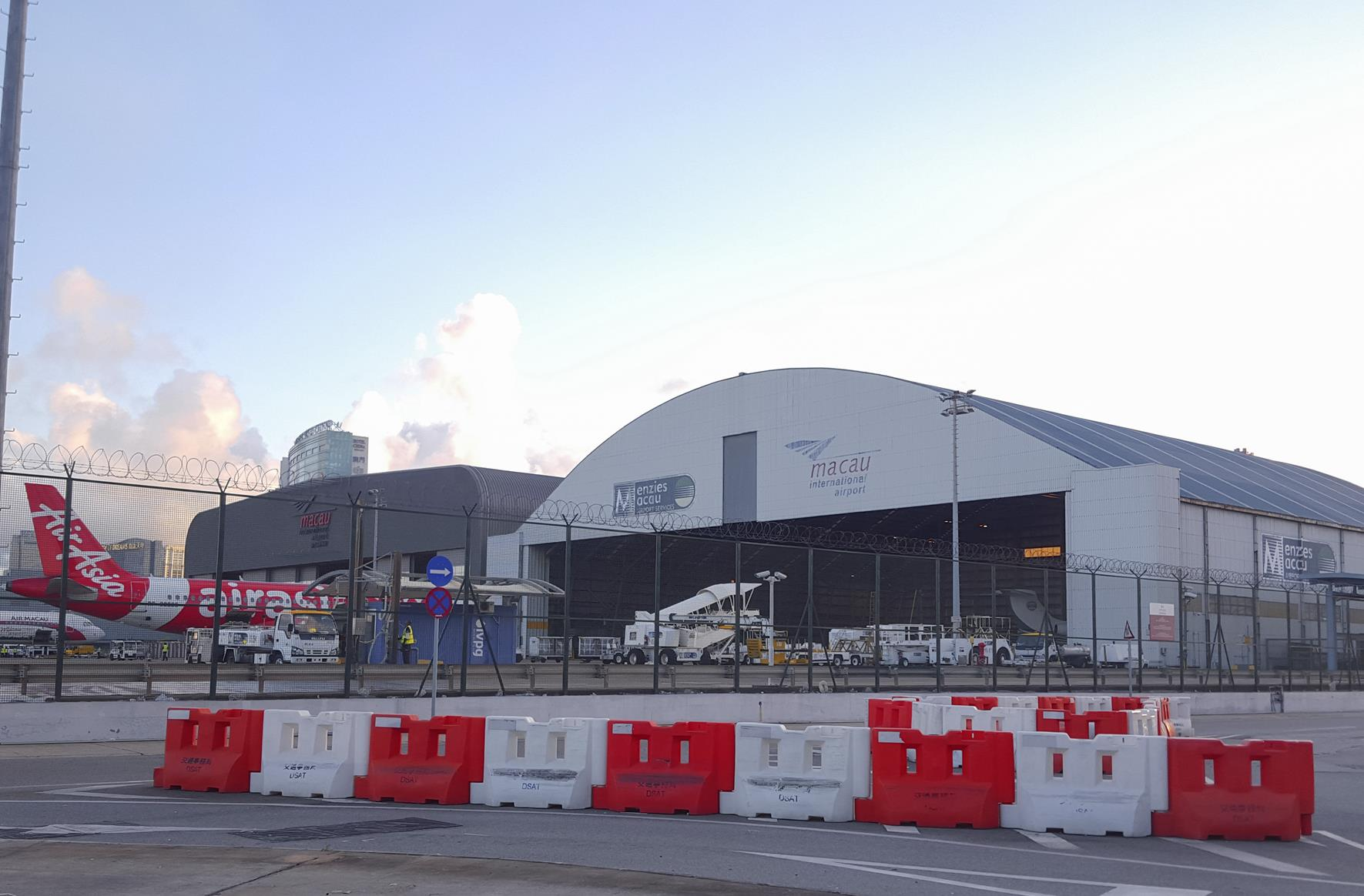
飛機維修庫

澳門國際機場附近設有以機場為中心的綜合商業設施，提供消閒娛樂、展覽、酒店等服務。

### 金皇冠中國大酒店
金皇冠中國大酒店（Golden Crown China Hotel）位於澳門國際機場對面，於1996年落成，並於1997年啟用，是一間4星級酒店。設有海景餐廳及會議室等設備。

### 飛機維修庫
飛機維修庫設於機場北面，可停泊波音747-400航機全型，機庫大堂面積達6,660平方米。

### 飛機燃油庫
飛機燃油庫儲存量達8,000立方米。

### 澳門航空食品大樓
澳門航空食品大樓設於機場北面，為航機提供配餐，每日最高生產量達10,000份餐。

## 航空公司與目的地
2019年7月，澳门国际机场连接的航点有60个。澳門航空以澳门国际机场为基地航司，與澳門政府間存在專營合同，澳门航空經營前往和來自澳門的旅客、行李、貨物、郵包和郵件的空運服務。專營權為期25年，自澳門國際機場投入營運之日算起。2019年11月9日起，獲延長批給三年，后又延期至《民航活動法》颁布生效。
澳门政府已与近50个国家草签了双边航班协定，其中40个已正式签署（2013年），大部分为开放天空协议；但实际执行的只有日本、菲律宾、马来西亚、南韩、新加坡、泰国、越南、柬埔寨，全部是东亚、东南亚国家。2018年，澳门和卡塔尔签订开放天空协议。1996年3月至1998年11月期間，葡萄牙航空曾經營澳門至葡萄牙里斯本航線。
澳门和台湾在澳门机场投用之际亦签订了双边航班协定。台湾台北市航空運輸商業同業公會和澳門航空两方於1995年12月達成了《關於澳門與台灣之間航空運輸商業協議》。2014年，澳台两地官方代表在澳门签署「台湾与澳门间航空运输协议」，对澳台航线实施「半开放天空」：除不可中转到第三地外，不限制飞航的航空公司与班次数。

### 客運
| 航空公司       | 目的地 |
| -------------- | --- |
| 澳門航空       | 大中華地區：北京/首都、上海/浦東、上海/虹橋、青島、南京、常州、杭州、寧波、溫州、重慶、成都/天府、南寧、福州、廈門、貴陽、台北/桃園、高雄、台中 東北亞：東京/成田、大阪/關西、首爾/仁川 東南亞：新加坡、吉隆坡、曼谷/素万那普、河内、峴港、雅加達 |
| 中國東方航空   | 北京/大興、上海/浦東、上海/虹橋、南京、無錫、合肥、太原（經合肥） |
| 廈門航空       | 福州、泉州、廈門、杭州 |
| 深圳航空       | 無錫、南京、南通 |
| 上海航空       | 上海/虹橋、上海/浦東 |
| 中國南方航空   | 北京/大興 |
| 中國國際航空   | 武漢 |
| 海南航空       | 海口 |
| 春秋航空       | 上海/浦東 |
| 長榮航空       | 台北/桃園、高雄 |
| 星宇航空       | 台北/桃園、台中 |
| 台灣虎航       | 台中、高雄 |
| 大韓航空       | 首爾/仁川 |
| 真航空         | 首爾/仁川 （2025年10月26日復辦，暫定每週4班） |
| 濟州航空       | 首爾/仁川、濟州 |
| 釜山航空       | 釜山 |
| 酷航           | 新加坡 |
| 亞洲航空       | 吉隆坡、斗湖（2026年5月30日停辦） |
| 飛螢航空       | 斗湖 |
| 泰國亞洲航空   | 曼谷/廊曼 |
| 泰國獅子航空   | 曼谷/廊曼 |
| 柬埔寨航空     | 金邊、帛琉 |
| 菲律賓亞洲航空 | 馬尼拉 |
| 宿霧太平洋航空 | 馬尼拉 |
| 越捷航空       | 峴港、芽莊 |
| 越竹航空       | 芽莊 |

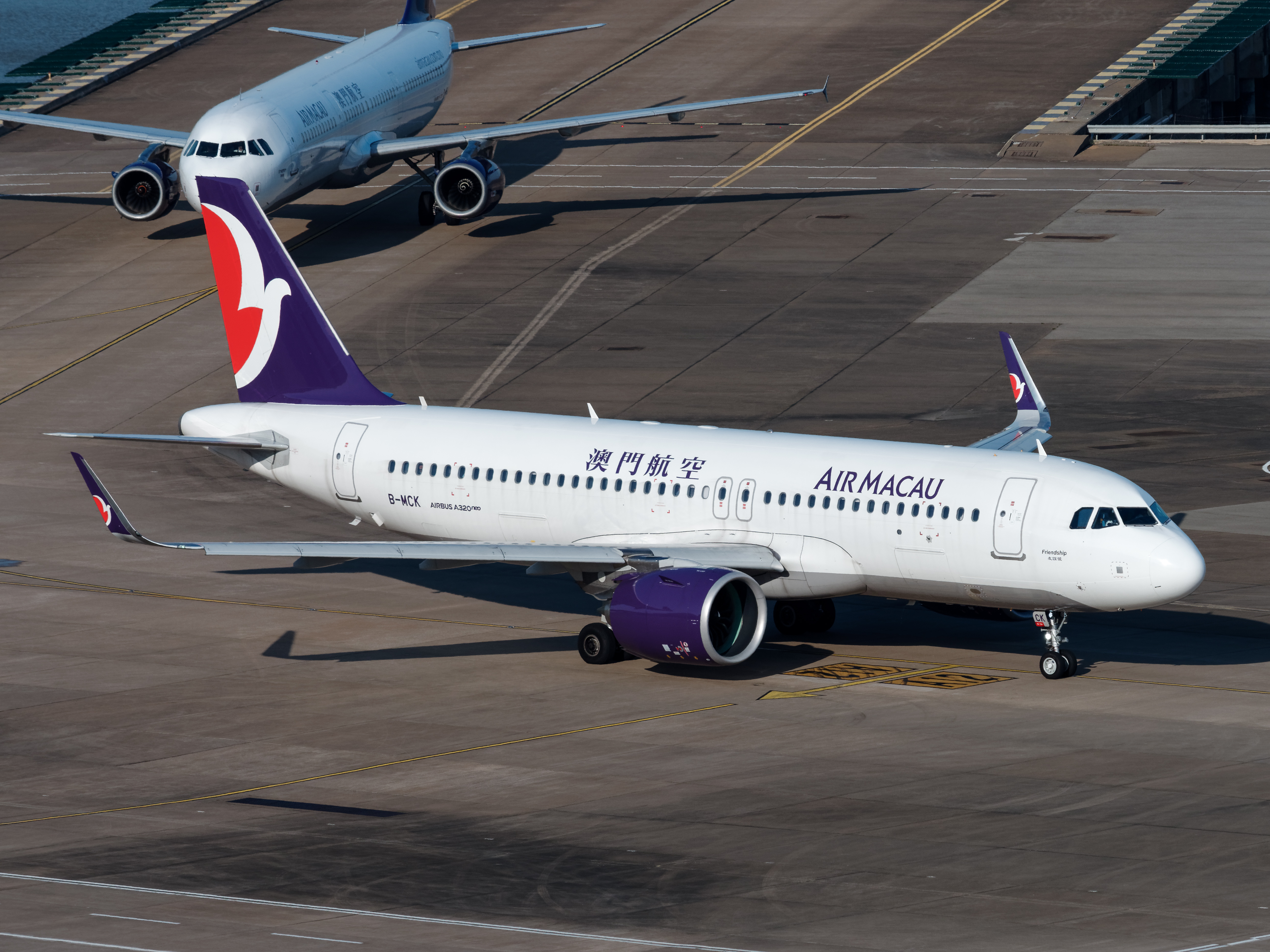
澳門航空的空中巴士A320neo型客機在澳門國際機場滑行
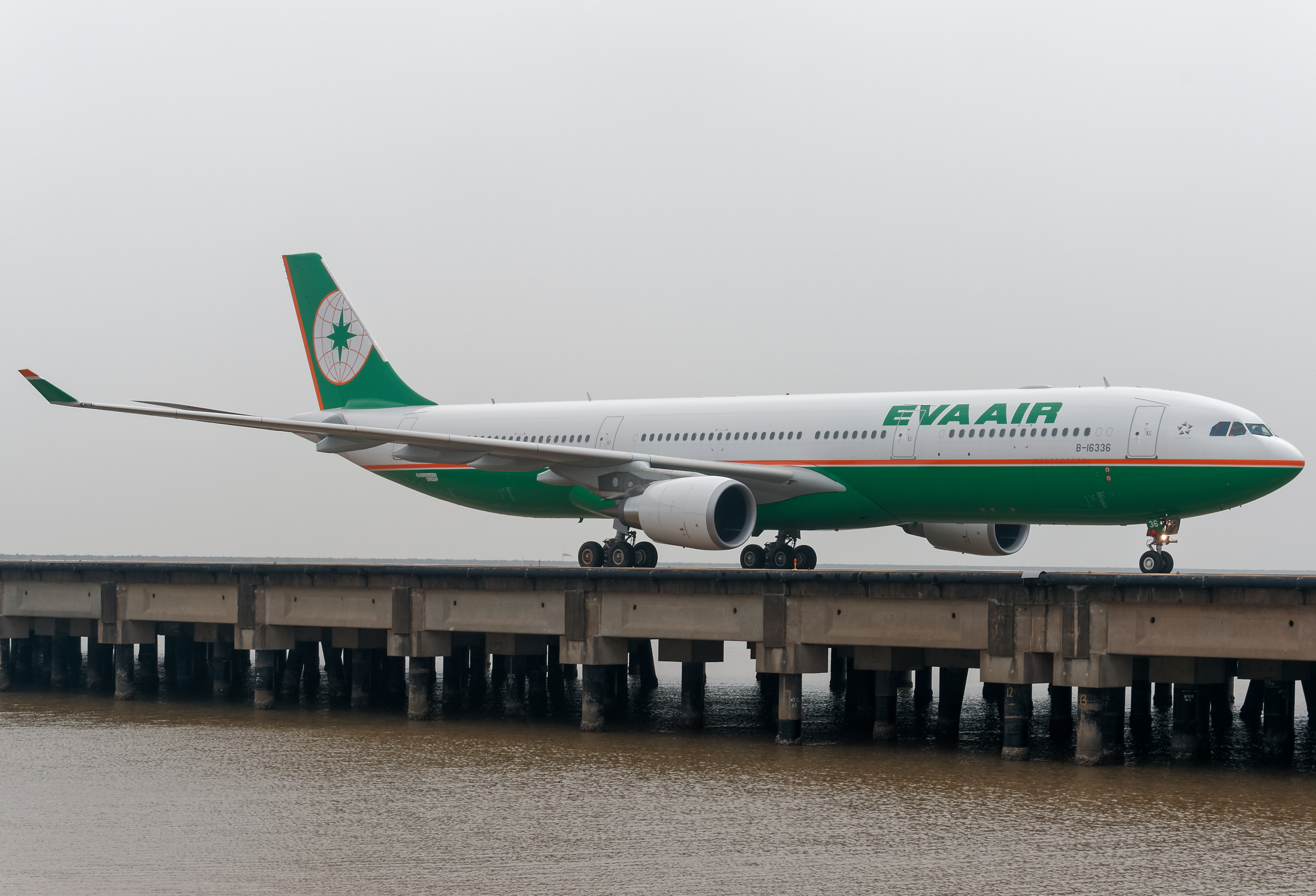
長榮航空的空中巴士A330-300型客機在澳門國際機場滑行
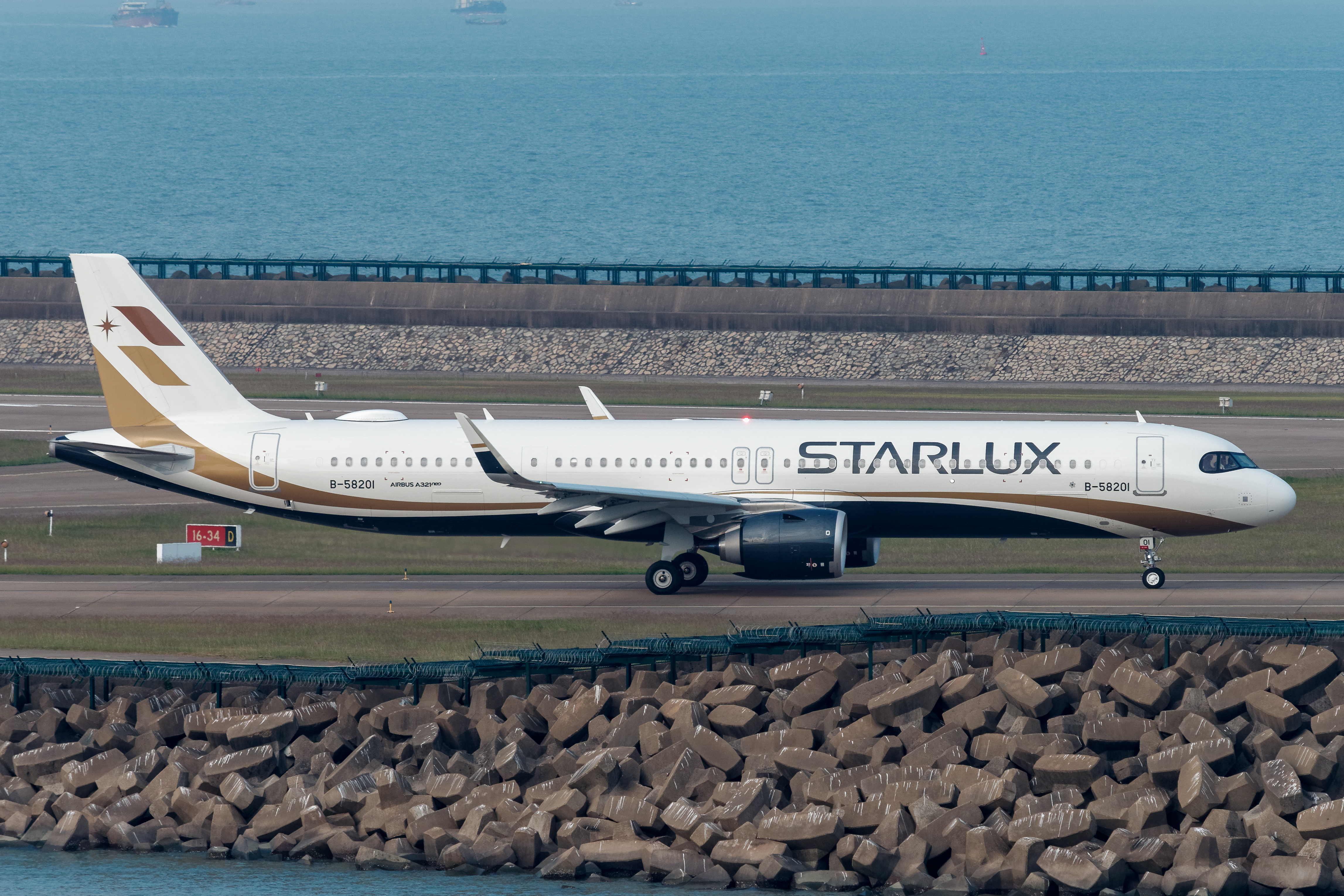
星宇航空的空中巴士A321neo型客機在澳門國際機場滑行
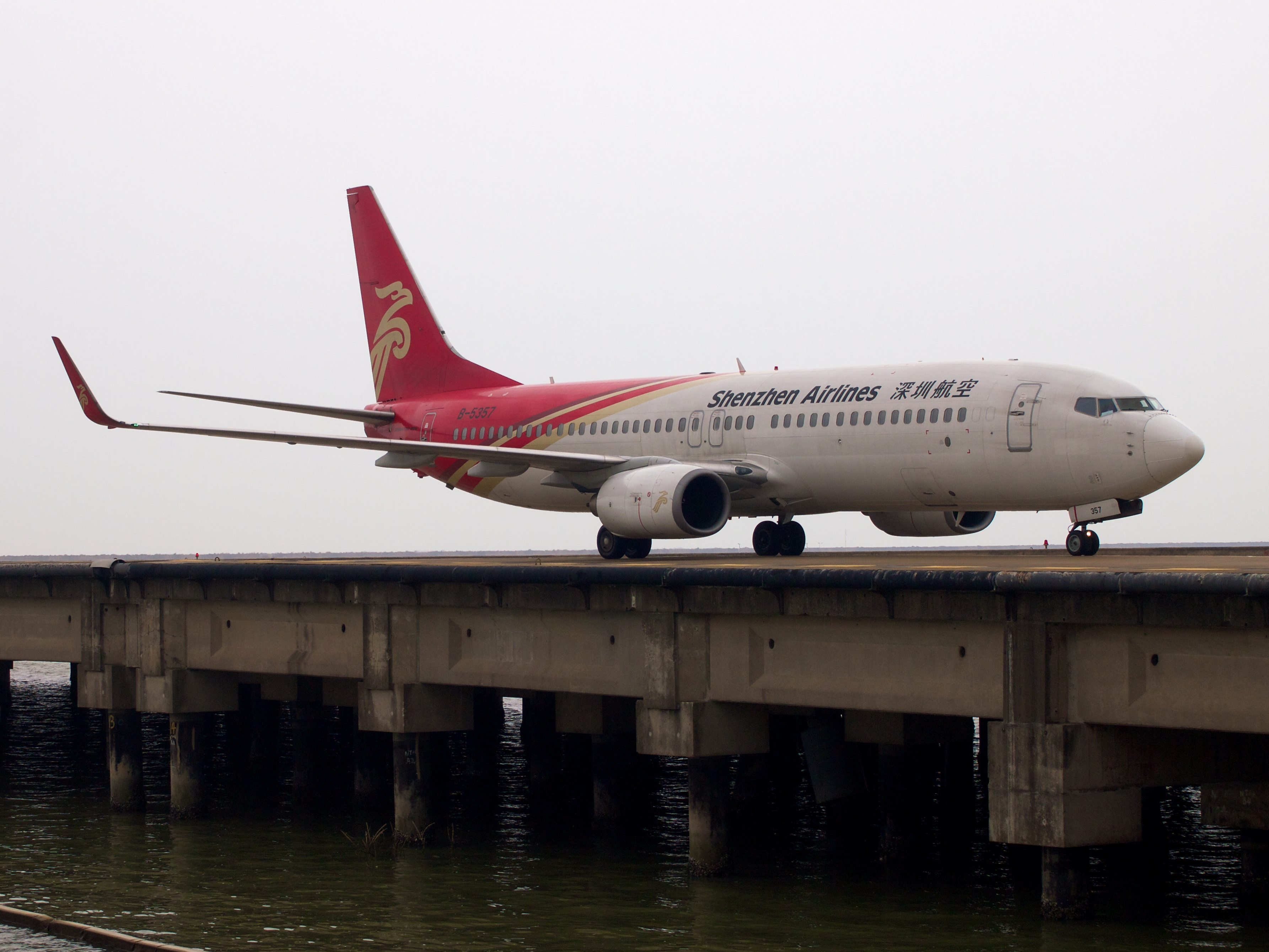
深圳航空的波音737-800型客機在澳門國際機場滑行
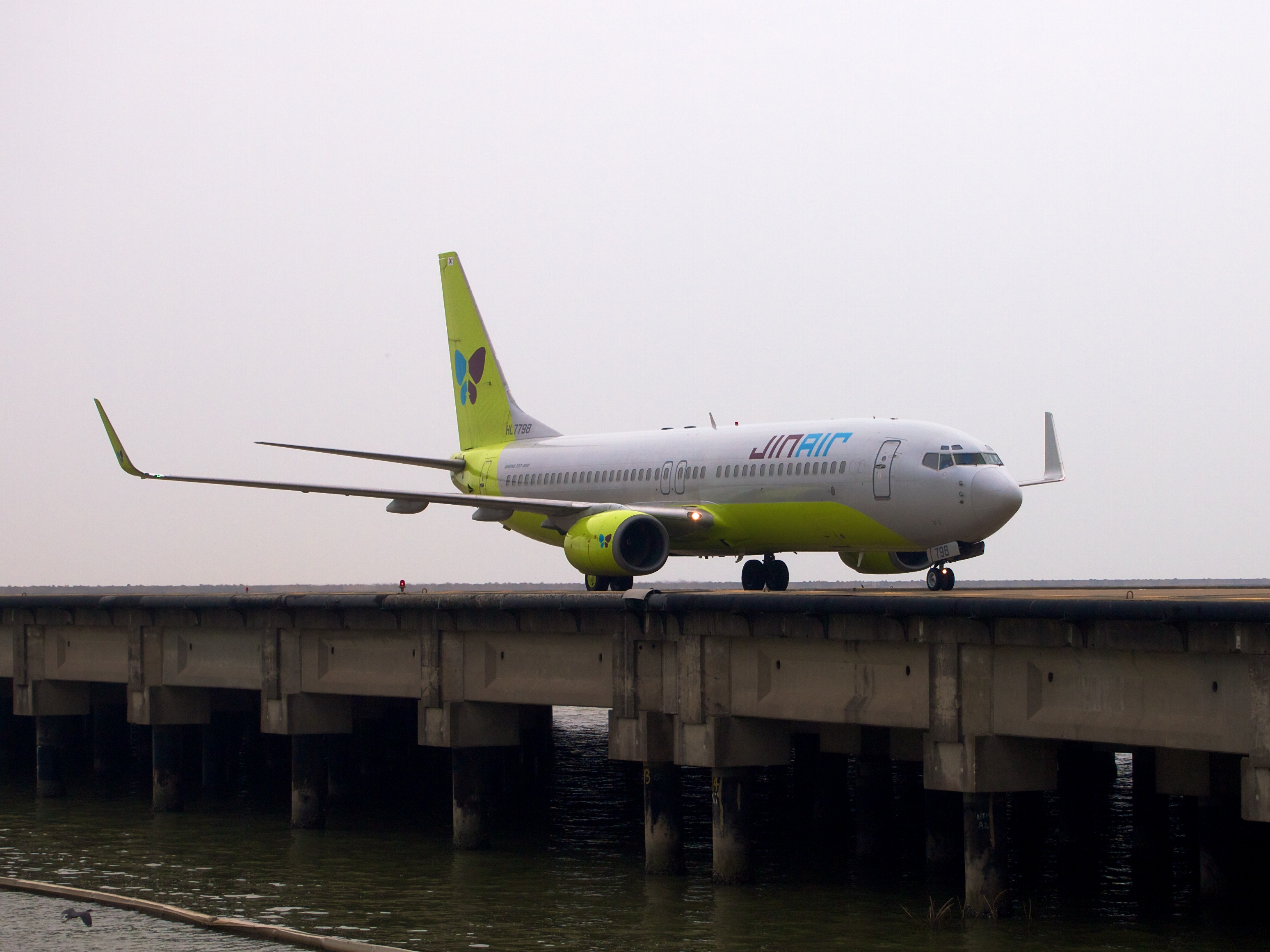
真航空的波音737-800型客機在澳門國際機場滑行
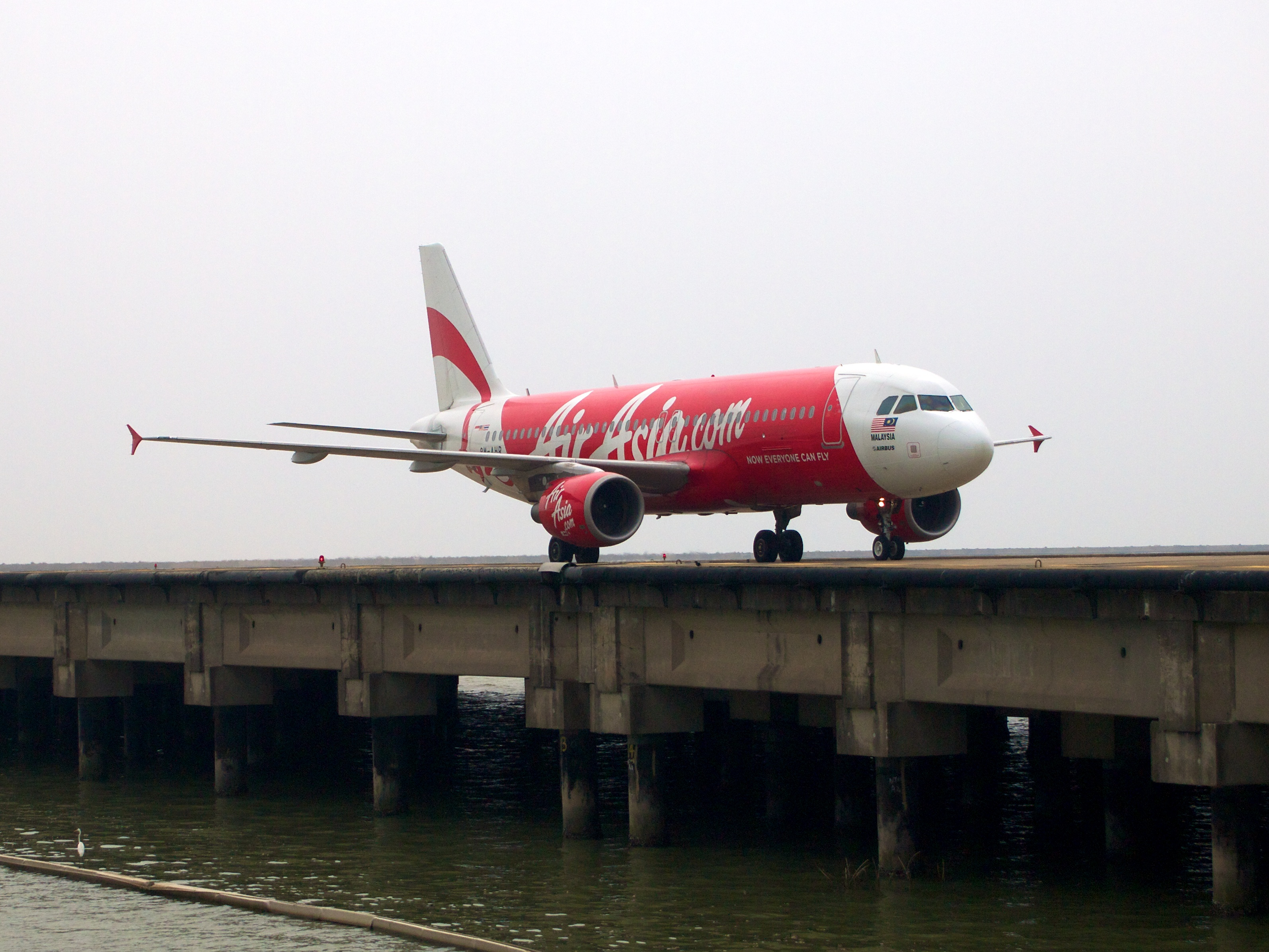
亞洲航空的空中巴士A320-200型客機在澳門國際機場滑行

### 貨運
| 航空公司       | 目的地 |
| -------------- | --- |
| 埃塞俄比亞航空 | 马德里 |
| 卡塔爾航空     | 多哈、巴林、名古屋/中部、墨西哥、亨次維、盧森堡、波哥大、邁亞密、列日、德黑蘭、馬斯喀特、達拉斯、奧斯陸、曼谷 |
| 土耳其航空     | 伊斯坦堡、塔什干、比什凱克、馬斯喀特、巴林、利雅德、土耳其斯坦、巴庫、安曼                                    |

## 營運數字
| 年度 | 客運量（人次） | 貨運量（公斤） | 航班量（架次） |
| ---- | -------------- | -------------- | -------------- |
| 1995 | 43,642         | 127,606        | 662            |
| 1996 | 1,300,936      | 25,043,358     | 13,386         |
| 1997 | 1,952,578      | 45,540,468     | 19,837         |
| 1998 | 2,214,487      | 65,166,798     | 24,015         |
| 1999 | 2,640,111      | 53,117,516     | 23,861         |
| 2000 | 3,239,428      | 68,084,076     | 28,692         |
| 2001 | 3,805,306      | 76,075,513     | 32,506         |
| 2002 | 4,171,703      | 111,267,673    | 37,564         |
| 2003 | 2,905,566      | 141,294,285    | 31,293         |
| 2004 | 3,714,259      | 220,828,358    | 40,506         |
| 2005 | 4,247,742      | 227,232,634    | 45,004         |
| 2006 | 4,976,093      | 220,572,754    | 51,049         |
| 2007 | 5,498,878      | 180,935,284    | 53,386         |
| 2008 | 5,097,802      | 167,767,412    | 49,764         |
| 2009 | 4,250,249      | 49,995,119     | 40,601         |
| 2010 | 4,078,836      | 52,165,711     | 37,148         |
| 2011 | 4,045,014      | 39,523,531     | 38,946         |
| 2012 | 4,491,065      | 27,794,488     | 41,997         |
| 2013 | 5,027,059      | 26,463,881     | 48,950         |
| 2014 | 5,481,527      | 28,767,407     | 52,559         |
| 2015 | 5,831,459      | 30,058,277     | 55,720         |
| 2016 | 6,628,555      | 32,891,452     | 56,932         |
| 2017 | 7,165,803      | 37,499,013     | 58,520         |
| 2018 | 8,261,412      | 41,508,955     | 65,777         |
| 2019 | 9,611,427      | 42,219,799     | 77,581         |
| 2020 | 1,173,231      | 33,346,677     | 16,962         |
| 2021 | 1,147,015      | 48,595,307     | 15,791         |
| 2022 | 599,185        | 51,400,662     | 13,642         |
| 2023 | 5,151,080      | 63,809,785     | 42,504         |
| 2024 | 7,641,495      | 108,105,209    | 59,958         |
| 總計 | 113,601,448    | 222,524,500    | 1,072,651      |

數據來源：
- . 澳門國際機場專營股份有限公司. 2025-02-01  [2025-02-13]. （原始内容存档于2025-03-27）.
- . 澳門國際機場專營股份有限公司. 2025-02-01  [2025-02-13]. （原始内容存档于2025-05-19）.

### 紀錄
澳門國際機場於2016年7月份錄得機場營運21年來最繁忙單月客運量，共處理旅客超過60萬人次，創歷史新高，平均每天進出港旅客達1萬9千人次。七月份創新高，單月旅客量突破60萬人次。同年8月機場錄得單月最高旅客量63萬人次，成為機場自開業至今最高客運量的單月紀錄。
2016年11月30日，澳門機場迎來開幕以來600萬旅客大關，已到了機場原設計吞吐量，機場負責人表示，機場北面大樓擴建已進入內部裝修階段，約增加14,000平方米及新増一個登機橋，預計2017年下半年投入服務，預計可容納750-780萬人次，今年旅客估計可達630-650萬人次。
2016年12月30日機場公司公布直至當日，機場全年客運量為660萬，已超出原客運大樓設計600萬的上限。
2017年機場公佈首季客運量增長放緩，錄得166萬人次，相比只有國內線的珠海金灣機場錄得210萬人次，比澳門機場多出50萬人次，預計今年客運量達800萬人次，排在珠三角五大機場之尾。
2017年澳門國際機場客運量為716萬人次，比原機場設計的600萬呑吐量上限多出116萬，出現飽和狀態。
2018年上半年機場䤸得客運量超過400萬人次，破機場開業以來紀錄，7月單月紀錄74萬人次，8月更創下新紀錄，客運單月超過78萬人次，2018年1－8月總體旅客逾610萬，預料全年客運量800-820萬人次。
澳門國際機場2019年4月份錄得機場營運24年來最繁忙單月客運量，共處理旅客超過80萬人次，航班運輸量超過6千4百架次，同創歷史新高，分別比去年同期上升超過19%及21%。復活節四日公眾假期與去年同期相比增長31%，共有超過12萬人次使用澳門國際機場出行。4月份平均每天進出港旅客達2萬7千人次，比去年同期上升超過19%。平均每日航班升降達215架次。隨著新航空公司加入市場，新航線的持續增加和客座率的提升，中國內地、東南亞、臺灣航線的旅客與去年同期相比分別錄得33%、13%和12%的增長。2019年首4個月客運量錄得超過310萬人次，同比增長17%。航班運輸量超過2萬4千架次，同比增長18%。乘坐傳統航空公司旅客及低成本航空公司旅客分別增長13%及27%。五一黃金周假期客運量對比前年同期錄得15%增長。
2019年8月澳門機場單月客運量95萬，為機場營運以來最高紀錄。

## 交通配套

### 巴士
T356 澳門機場（Aeroporto de Macau）
路線：26、36、51A、51X、AP1、AP1X、MT1、MT4、N2

### 穿梭巴士
- 直通快線接駁巴士

澳門國際機場在港珠澳大橋澳門口岸邊檢大樓、江門勝利汽車客運站與中山西區之懿峯國際廣場開設服務中心，提供直達巴士專線服務。
此外，機場並在橫琴口岸、拱北口岸、關閘、外港碼頭、氹仔客運碼頭與廣東省江門、鶴山、佛山、高明、廣州、新塘、東莞、樟木頭等地之酒店或客運站開設直通快線接駁巴士服務。

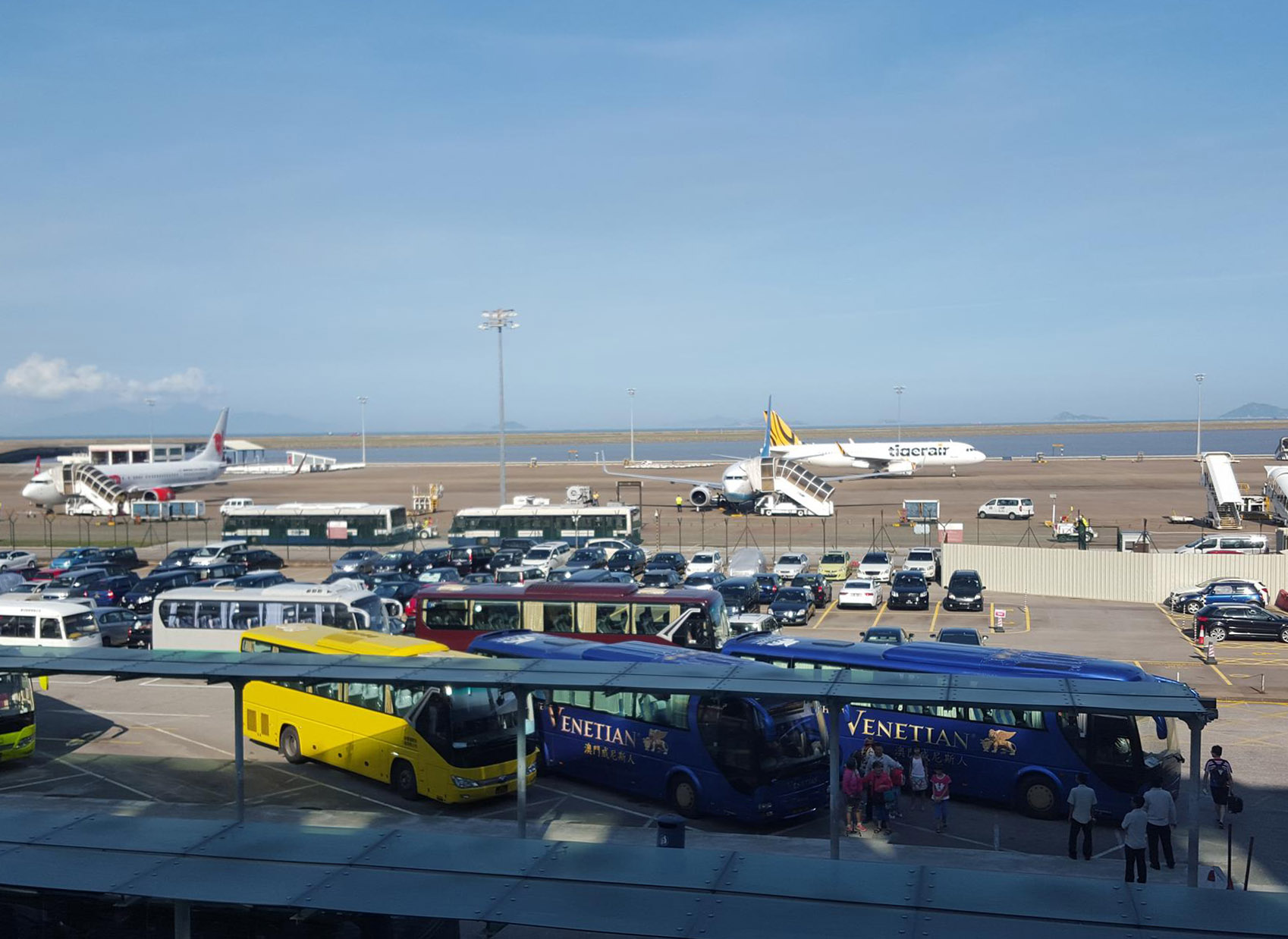
北停車場及旅遊巴上落客區

- 酒店及娛樂場客運專車

### 的士

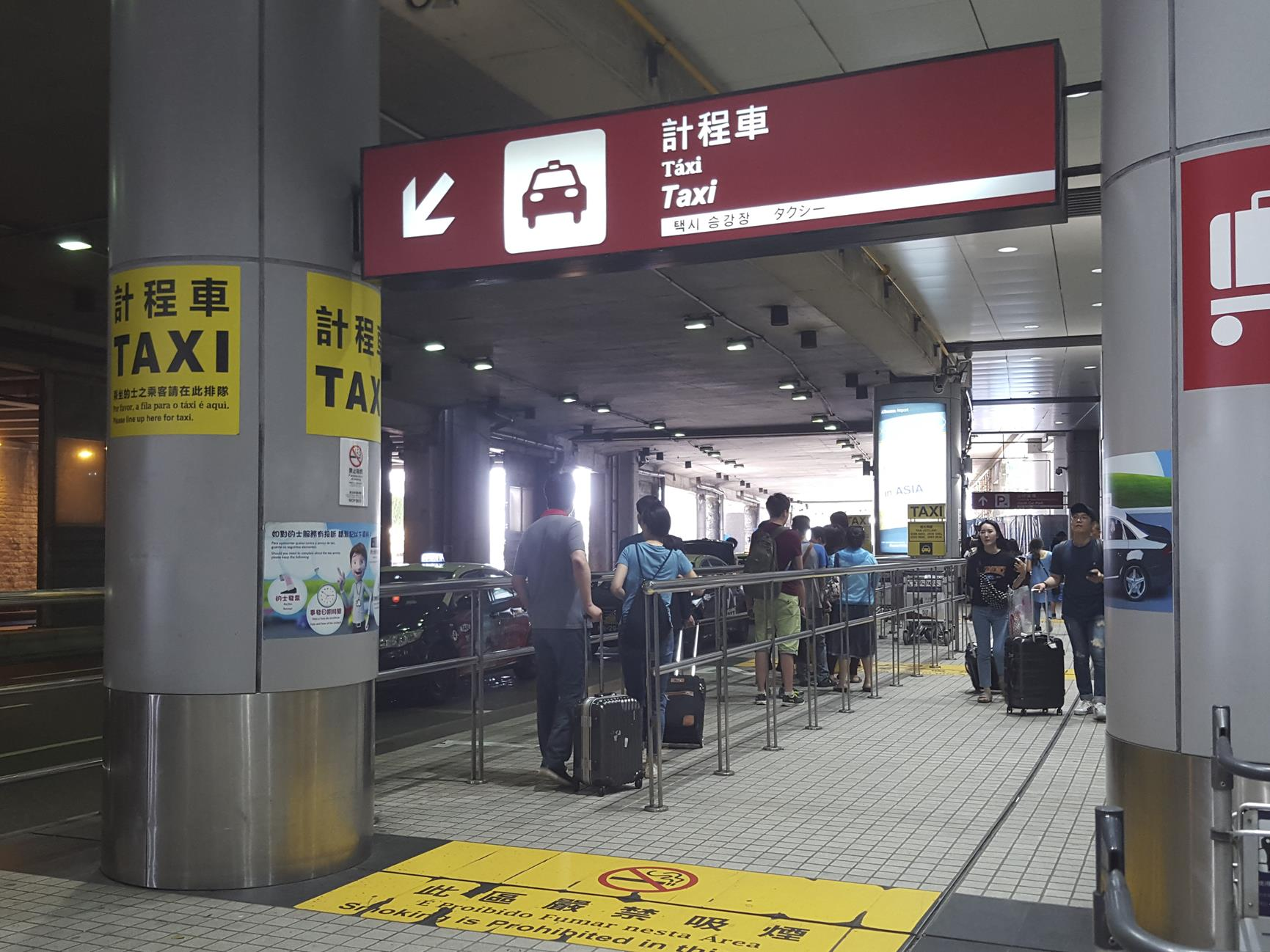
的士站

澳門國際機場的士候客區位於地面入境大堂外，在該候客區上車，每程需加收澳門幣5圓附加費。

### 輕軌

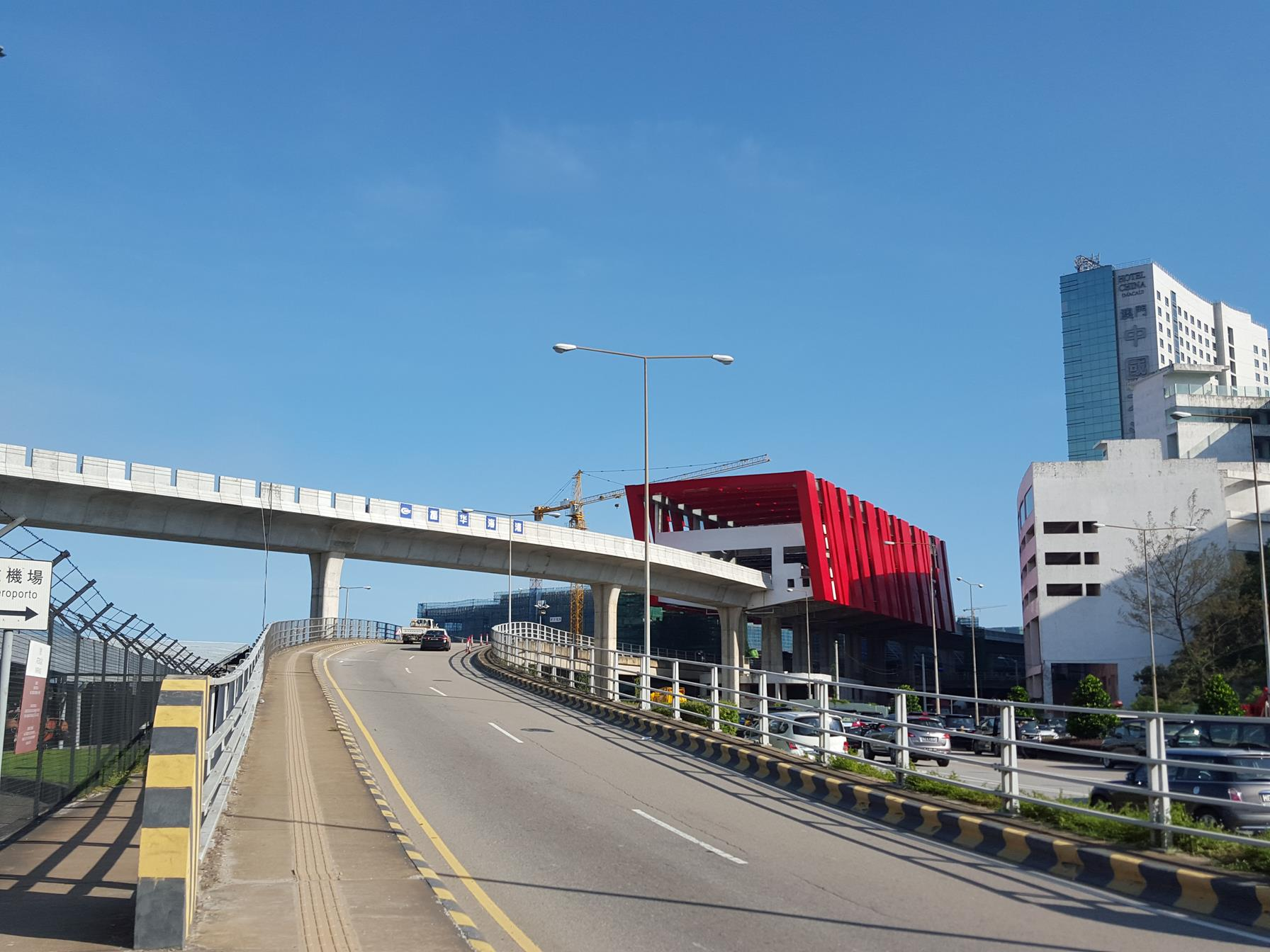
機場站

- █  氹仔線機場站（B出口）

### 停車場
澳門國際機場設有北停車場和南停車場，在客運大樓的左右兩側。停車場提供輕型汽車（私家車）以及電單車兩種泊位，也設有數個殘疾人士車位，合共停車場提供550個車位。

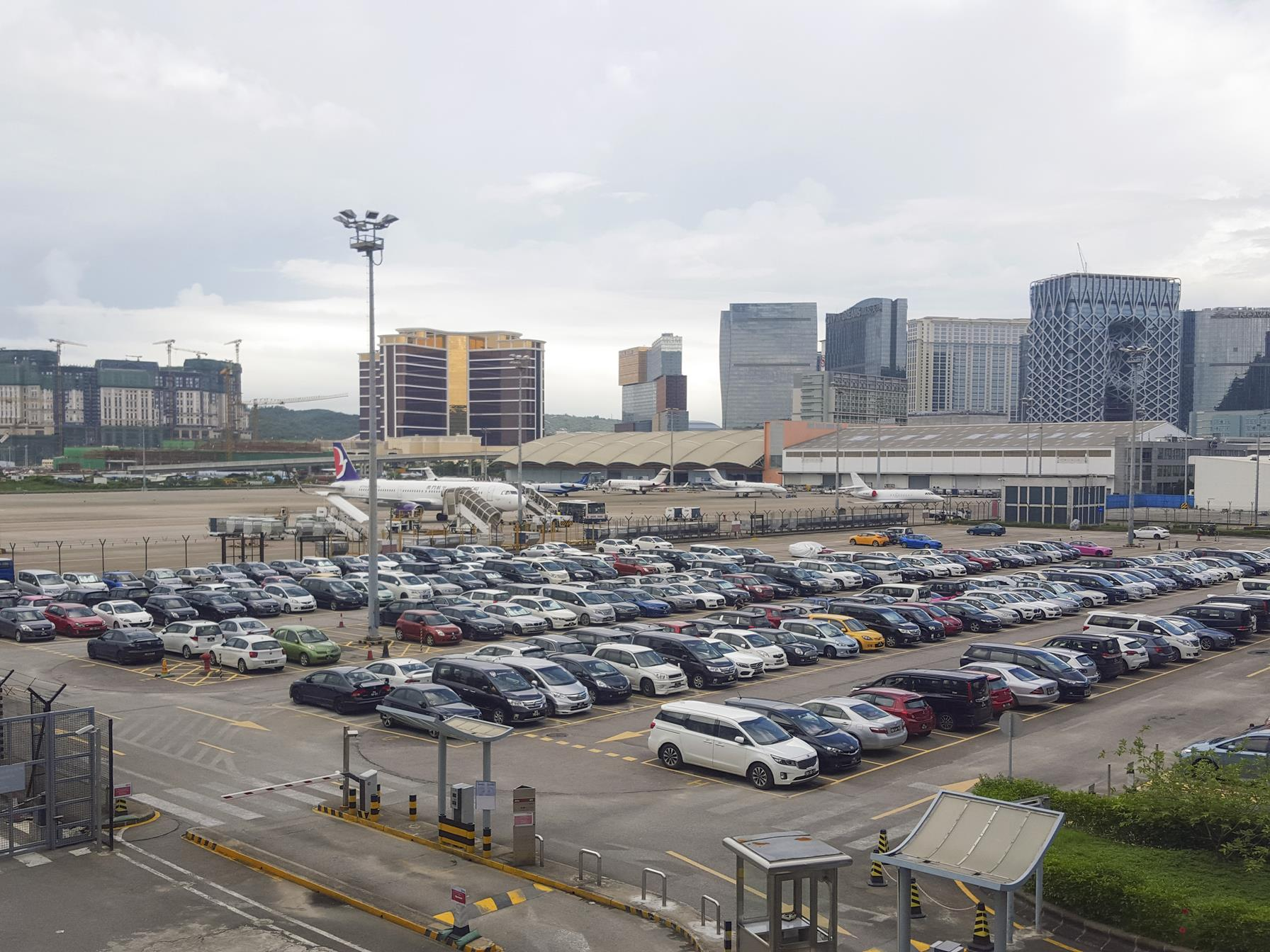
南停車場

## 未來發展

### 機場北安第二候機樓項目
澳門國際機場專營股份有限公司（CAM）於2020年8月18日召開機場北安第二候機樓項目設計啓動會議，標誌著該項目已經進入具體實施階段，CAM於2020年5月成立北安航站籌建辦公室，並於6月邀請民航機場工程設計領域的專業顧問單位就澳門氹仔碼頭部分設施改建為澳門國際機場第二候機樓及直升機場項目編制了立項報告。
2021年12月3日，運輸工務司司長羅立文出席立法會運輸工務領域2022年財政年度施政方針辯論引介中提到將會在2022年開展改建氹仔客運碼頭部分設施作為澳門國際機場第二侯機樓的工程。
2024年8月13日，澳門立法會公共財政事務跟進委員會在報告書中決定暫緩執行此項目。

### 機場填海擴建
1. 2022年10月，國務院正式批核澳門國際機場填海計劃。[27]
2. 填海工程主要包括：
  1. 把跑道人工島嶼與現有兩條滑行橋之間的水域填土，擴大停機坪容量，以增加飛機停泊位和構建快速脫離道。
  2. 跑道人工島嶼與停機坪中間預留95米寬的水道。新建土地和設施將大大地擴充客運大樓和通用航空設施的承載力，並且增加跑道容量。

2024年10月3日，機場正式獲澳門特區政府土地批給用作填海擴建工程項目。填海造陸後，機坪擴建施工將於2026年上半年至2028年下半年進行，期間將於2027年建造兩條新滑行橋，建成後將於2028拆除現有滑行橋，整個填海工程預計於2030年完成，工程期間機場會維持正常運作。
2024年11月22日，擴建填海工程舉行動工儀式，行政長官、澳門中聯辦及外交部駐澳特派員公署等多名官員出席儀式。工程將分階段開展，填海面積超過129公頃。

## 其他
- 澳門國際機場是繼日本大阪關西機場之後，全球第二個、大中華地區第一個完全由填海造陸而建成的人工島機場（除了用作控制塔基座的一粒米）。[30]

## 外部連結
- 官方网站（繁體中文）（简体中文）（英文）（葡萄牙文）（日語）
- 澳門國際機場的Facebook專頁
- 澳門國際機場的新浪微博
- 澳門國際機場專營股份有限公司
- 澳門國際機場專營股份有限公司的Facebook專頁
- . 澳門特別行政區民航局.   [2025-03-01]. （原始内容存档于2025-04-04） （英语）.